# Aida Desta
La princesa Aida Desta (Bisrate Gabriel; 8 de abril de 1927 - 15 de enero de 2013) fue la primera hija mujer de la princesa Tenagnework de Etiopía y su esposo Desta Damtew. Fue nieta del emperador Haile Selassie y ahijada de la emperatriz Zewditu. 

## Biografía

### Exilio
En 1936 se exilió junto a su familia, tras la ocupación italiana de Etiopía. Sin embargo, su padre Ras Desta Damtew dirigió las fuerzas de resistencia en el sur de Etiopía durante algunos meses, hasta que fue capturado por los italianos y ejecutado en 1937. Asistió a Clarenden School en Gales del Norte, instituto donde también fueron educadas sus hermanas y otras miembros de la realeza extranjera. Continuó sus estudios en Newnham College, Universidad de Cambridge, donde estudió historia, matriculándose en 1945.
Durante el reinado de su abuelo, el emperador Haile Selassie, la princesa Aida se dedicó a actividades de caridad y culturales de Etiopía.
En 1974, fue secuestrada en la residencia real de Mekele por soldados revolucionarios. Su esposo Ras Mangasha había huido días antes y establecería la Unión Democrática Etíope (EDU) que lucharía contra el régimen de Derg hasta su fractura en 1977. La princesa Aida permaneció en Etiopía y estuvo entre las mujeres de la familia imperial secuestradas durante 14 años. Entre ellas se encontraban su madre la princesa Tenagnework y sus hermanas, las princesas Seble, Sophia e Hirut. Su hermano, el príncipe y oficial naval Iskinder Desta fue ejecutado el 23 de noviembre de 1974.  
Las mujeres fueron liberadas de la prisión Alem Bekagn en septiembre de 1988, un año después seguidas por los hombres de la familia imperial. 
Tras su liberación, la princesa Aida se exilió junto a su esposo e hijos. Después de la caída del Derg volvió a Etiopía y dividió su tiempo entre los suburbios de Washington D. C. y Adís Abeba. Falleció el 15 de enero de 2013 en Alexandria, Virginia [cita requerida]

## Matrimonio y descendencia
Tras su regreso a Etiopía en 1949, contrajo matrimonio con Leul Ras Mengesha Seyoum, prìncipe de Tigray. Como fruto de la unión nacieron cinco hijos varones y una hija: 
- Lij Mikael Sehul Mengesha (nacido en 1950)
- Lij Yohannes Mengesha (nacido el 27 de julio de 1951)
- Lij Estifanos Mengesha (nacido el 24 de octubre de 1952)
- Lij Jalyee Mengesha (nacido en 1955)
- Lij Seyoum Mengesha (nacido en 1957)
- Woizero Rupta Mengesha
- Woizero Menen Mengesha (nacida en 1962)

## Patronazgos
- Presidenta de la Asociación Etíope de Bienestar de la Mujer [cita requerida]
- Presidente Honorario del Comité de Servicios Africanos (Nueva York) [cita requerida]

## Honores

### Honores dinásticos etíopes
- Gran Cordón con Collar de la Orden de la Reina de Saba[3]
- Destinatario de la Medalla de Refugiado Archivado el 26 de diciembre de 2012 en Wayback Machine. [cita requerida]
- Destinataria de la medalla de coronación del emperador Haile Selassie I
- [cita requerida]
- Destinataria de la Medalla Aniversario de Plata del Emperador Haile Selassie I y la Emperatriz Menen Archivado el 26 de diciembre de 2012 en Wayback Machine. [cita requerida]
- Destinataria de la medalla del Jubileo de Rubí del emperador Haile Selassie I [cita requerida]